# Phenacoscorpius
Phenacoscorpius  és un gènere de peixos pertanyent a la família dels escorpènids.

## Taxonomia
- Phenacoscorpius adenensis (Norman, 1939)[1]
- Phenacoscorpius eschmeyeri (Parin & Mandrytsa, 1992)[2]
- Phenacoscorpius longirostris (Motomura & Last, 2009)[3]
- Phenacoscorpius megalops (Fowler, 1938)[4][5]
- Phenacoscorpius nebris (Eschmeyer, 1965)[6][7][8][9][10][11][12]